# Mario Gaspar
Mario Gaspar Pérez Martínez (Novelda, 24 de noviembre de 1990) es un futbolista español que juega como defensa.

## Trayectoria
Nacido en Novelda, a los 17 años, siendo canterano del Albacete Balompié, fue fichado en 2007 por el Villarreal C. F. en una operación en la que el equipo castellonense compró los derechos de 16 canteranos del Albacete por 2 000 000 €.
El 11 de noviembre de 2007 debutó con el Villarreal B, que se encontraba en Segunda B. El 15 de marzo de 2009, con 18 años, Mario debutó en el primer equipo y en Primera División contra el Atlético de Madrid, sustituyendo a Giuseppe Rossi en el minuto 20 de la segunda parte; encuentro que perdieron los del Submarino amarillo por 2-3. Mario jugó la siguiente temporada (2009-2010) con el Villarreal B, recién ascendido a la Segunda división. Su buena campaña con el equipo filial, así como la grave lesión de su compañero Ángel López Ruano hizo que, en la temporada 2010-2011, se incorporara definitivamente al primer equipo. Terminó la temporada jugando 22 partidos, y la UEFA lo incluyó en el Equipo Revelación de la Liga 2010/11. En la siguiente temporada (2011-2012), Mario marcó su primer gol con el Villarreal, el 1 de mayo de 2012, en un 2-3 contra el Sporting de Gijón, en una campaña que terminó con el descenso del equipo a Segunda división. En la temporada 2012-13 fue un jugador importante para lograr el ascenso a Primera División. Marcó su primer gol en competiciones europeas, el 21 de agosto de 2014 contra el F. C. Astana, en las rondas preliminares de la Liga Europa de la UEFA que concluyó con victoria para los castellonenses por 3-0.
En marzo de 2018 alcanzó los 300 encuentros oficiales con el club castellonense, algo que sólo había conseguido Marcos Senna, Bruno Soriano y Cani.
El 28 de julio de 2022 puso fin a su etapa en el club después de 15 años. En el momento de su salida era, con 424, el tercer jugador que más partidos había jugado con el primer equipo. Al día siguiente se hizo oficial su fichaje por el Watford F. C., donde disputó 33 encuentros en la única temporada que estuvo. Entonces regresó a España y a finales de julio firmó por un año con el Elche C. F. Continuó una segunda campaña y dejó el club el 30 de junio de 2025 tras expirar su contrato y no llegar a un acuerdo para renovar.

## Selección nacional
Mario Gaspar ha jugado en las categorías inferiores de la selección española de fútbol sub-18, sub-19, sub-20 y sub-21. 
El 5 de octubre de 2015 fue llamado por el seleccionador nacional, Vicente del Bosque, para los partidos de clasificación de la Eurocopa 2016 ante Luxemburgo y Ucrania, lo que significaba su primera convocatoria con la selección española absoluta. Debutó en el partido contra Ucrania, marcando un gol de cabeza a centro de Thiago Alcántara en el minuto 21, pasando así al reducido grupo de debutantes goleadores con la selección española.
En su segundo partido con La Roja, el 13 de noviembre de 2015 en su tierra, Alicante, Mario marcó de nuevo, esta vez con un gol de media chilena ante Inglaterra. Ese partido amistoso terminó con un 2-0 favorable a España.

#### Goles internacional
| N.º | Fecha                   | Estadio                                   | Rival      | Gol | Resultado | Competición                 |
| --- | ----------------------- | ----------------------------------------- | ---------- | --- | --------- | --------------------------- |
| 1   | 12 de octubre de 2015   | Estadio Olímpico de Kiev, Kiev, Ucrania   | Ucrania    | 0-1 | 0-1       | Clasificación Eurocopa 2016 |
| 2   | 13 de noviembre de 2015 | Estadio José Rico Pérez, Alicante, España | Inglaterra | 1-0 | 2-0       | Amistoso                    |

## Estadísticas

### Clubes
Actualizado al último partido disputado el 1 de junio de 2025.
| Club                          | Div.          | Temporada     | Liga  | Liga  | Copas nacionales | Copas nacionales | Copas internacionales | Copas internacionales | Total | Total |
| Club                          | Div.          | Temporada     | Part. | Goles | Part.            | Goles            | Part.                 | Goles                 | Part. | Goles |
| ----------------------------- | ------------- | ------------- | ----- | ----- | ---------------- | ---------------- | --------------------- | --------------------- | ----- | ----- |
| Villarreal C. F. "B" · España | 2.ª B         | 2007-08       | 9     | 0     | —                | —                | —                     | —                     | 9     | 0     |
| Villarreal C. F. "B" · España | 2.ª B         | 2008-09       | 37    | 0     | —                | —                | —                     | —                     | 37    | 0     |
| Villarreal C. F. · España     | 1.ª           | 2008-09       | 1     | 0     | 0                | 0                | 0                     | 0                     | 1     | 0     |
| Villarreal C. F. "B" · España | 2.ª           | 2009-10       | 31    | 0     | —                | —                | —                     | —                     | 31    | 0     |
| Villarreal C. F. "B" · España | 2.ª           | 2010-11       | 8     | 0     | —                | —                | —                     | —                     | 8     | 0     |
| Villarreal C. F. "B" · España | Total club    | Total club    | 85    | 0     | 0                | 0                | 0                     | 0                     | 85    | 0     |
| Villarreal C. F. · España     | 1.ª           | 2010-11       | 22    | 0     | 5                | 0                | 11                    | 0                     | 38    | 0     |
| Villarreal C. F. · España     | 1.ª           | 2011-12       | 23    | 1     | 1                | 0                | 5                     | 0                     | 29    | 1     |
| Villarreal C. F. · España     | 2.ª           | 2012-13       | 28    | 0     | 0                | 0                | —                     | —                     | 28    | 0     |
| Villarreal C. F. · España     | 1.ª           | 2013-14       | 36    | 1     | 1                | 0                | —                     | —                     | 37    | 1     |
| Villarreal C. F. · España     | 1.ª           | 2014-15       | 34    | 3     | 6                | 0                | 11                    | 1                     | 51    | 4     |
| Villarreal C. F. · España     | 1.ª           | 2015-16       | 33    | 2     | 1                | 0                | 10                    | 0                     | 44    | 2     |
| Villarreal C. F. · España     | 1.ª           | 2016-17       | 36    | 0     | 3                | 0                | 4                     | 0                     | 43    | 0     |
| Villarreal C. F. · España     | 1.ª           | 2017-18       | 32    | 2     | 1                | 0                | 5                     | 0                     | 38    | 2     |
| Villarreal C. F. · España     | 1.ª           | 2018-19       | 31    | 1     | 1                | 0                | 8                     | 0                     | 40    | 1     |
| Villarreal C. F. · España     | 1.ª           | 2019-20       | 25    | 0     | 3                | 0                | —                     | —                     | 28    | 0     |
| Villarreal C. F. · España     | 1.ª           | 2020-21       | 24    | 0     | 1                | 0                | 4                     | 0                     | 29    | 0     |
| Villarreal C. F. · España     | 1.ª           | 2021-22       | 12    | 0     | 3                | 0                | 3                     | 0                     | 18    | 0     |
| Villarreal C. F. · España     | Total club    | Total club    | 337   | 10    | 26               | 0                | 61                    | 1                     | 424   | 11    |
| Watford F. C. Inglaterra      | 2.ª           | 2022-23       | 31    | 0     | 2                | 0                | —                     | —                     | 33    | 0     |
| Watford F. C. Inglaterra      | Total club    | Total club    | 31    | 0     | 2                | 0                | 0                     | 0                     | 33    | 0     |
| Elche C. F. · España          | 2.ª           | 2023-24       | 32    | 3     | 2                | 0                | —                     | —                     | 34    | 3     |
| Elche C. F. · España          | 2.ª           | 2024-25       | 19    | 0     | 4                | 1                | —                     | —                     | 23    | 1     |
| Elche C. F. · España          | Total club    | Total club    | 51    | 3     | 6                | 1                | 0                     | 0                     | 57    | 4     |
| Total carrera                 | Total carrera | Total carrera | 504   | 13    | 34               | 1                | 61                    | 1                     | 599   | 15    |
| 1. 2.                         |               |               |       |       |                  |                  |                       |                       |       |       |

## Palmarés

### Campeonatos internacionales
| Título                 | Club             | Sede   | Año  |
| ---------------------- | ---------------- | ------ | ---- |
| Liga Europa de la UEFA | Villarreal C. F. | Gdansk | 2021 |